# アラニ・ヤーノシュ通り駅
座標: 北緯47度30分11.6秒 東経19度3分16.3秒 / 北緯47.503222度 東経19.054528度
アラニ・ヤーノシュ通り駅（-どおりえき）とは、ハンガリー共和国ブダペスト県ブダペスト市5区に位置するブダペスト地下鉄3号線の駅である。

## 駅構造
- 島式ホーム1面2線を有す地下駅。
- 深さ24.02m地点に存在する。

## 駅周辺
- 聖イシュトヴァーン大聖堂

## 歴史
- 1981年12月30日 - 開業。

## 隣の駅
ブダペスト地下鉄
■3号線
ブダペスト西駅 - アラニ・ヤーノシュ通駅 - デアーク・フェレンツ広場駅